# Anthrax
Anthrax je ameriška heavy metal skupina iz New Yorka, ki sta jo leta 1981 ustanovila ritem kitarist Scott Ian in basist Dan Lilker. Skupina velja za enega izmed voditeljev thrash metal scene osemdesetih let in je skupaj z Metallico, Megadethom in Slayerjem del »velike četverice« žanra. Bili so tudi eden prvih thrash metal skupin (skupaj z Overkillom in Nuclear Assaultom), ki so prišle z vzhodne obale. Skupina je izdala 11 studijskih albumov, več drugih albumov in 26 singlov, vključno s sodelovanjem pri singlu z ameriško hip hop skupino Public Enemy. Po podatkih Nielsen SoundScana je skupina Anthrax od leta 1991 do 2004 v ZDA prodala 2,5 milijona plošč, po svetu pa skupno 10 milijonov. Štirje studijski albumi skupine so tudi pridobili zlate certifikate RIAA, vključno s tretjo celovečerno ploščo Among the Living (1987), ki je utrdila sloves Anthraxa kot ene najuspešnejših thrash metal zasedb.
Zasedba skupine Anthrax se je v svoji karieri večkrat spremenila, tako da je Ian edini stalni član skupine. Skupina je do sedaj imela dolgo zasedbo pevcev in prvih kitaristov, med njimi Neila Turbina, Johna Busha, Dana Spitza in Roba Caggiana. Od leta 2013 skupino sestavljajo Ian, bobnar Charlie Benante, basist Frank Bello, vokalist Joey Belladonna in prvi kitarist Jonathan Donais. Ian in Benante (ki je leta 1983 zamenjal nekdanjega bobnarja Grega D'Angela) sta edina člana, ki sta nastopila na vsakem albumu, medtem ko je Bello, ki je nadomestil izvirnega basista Dana Lilkerja član Anthraxa od leta 1984. Po dveh obdobjih v Anthraxu, od 1984 do 1992 in spet od 2005 do 2007, se je Belladonna leta 2010 ponovno vrnil v skupino.

## Zasedba
- Scott Ian – ritem kitara, spremljevalni vokali (1981–danes), prva kitara (1981), vodilni vokali (1981)
- Charlie Benante – bobni (1983–danes)
- Frank Bello – bas, spremljevalni vokali (1984–2004, 2005–danes)
- Joey Belladonna – vodilni vokali (1984–1992, 2005–2007, 2010–danes)
- Jon Donais – prva kitara (2013–danes)

### Galerija
- Scott Ian
- Charlie Benante
- Frank Bello
- Joey Belladonna
- Jon Donais

## Diskografija
- Fistful of Metal (1984)
- Spreading the Disease (1985)
- Among the Living (1987)
- State of Euphoria (1988)
- Persistence of Time (1990)
- Sound of White Noise (1993)
- Stomp 442 (1995)
- Volume 8: The Threat Is Real (1998)
- We've Come for You All (2003)
- Worship Music (2011)
- For All Kings (2016)

## Nagrade in priznanja
California Music Awards

| Leto | Nominiranec / delo     | Nagrada                     | Rezultat    |
| ---- | ---------------------- | --------------------------- | ----------- |
| 2004 | We've Come for You All | Outstanding Hard Rock Album | nominiran/a |

Classic Rock Roll of Honour Awards

| Leto | Nominiranec / delo | Nagrada    | Rezultat  |
| ---- | ------------------ | ---------- | --------- |
| 2012 | Anthrax            | Metal Guru | Osvojil/a |

Nagrada Grammy

| Leto | Nominiranec / delo       | Nagrada                                     | Rezultat    |
| ---- | ------------------------ | ------------------------------------------- | ----------- |
| 1991 | Persistence of Time      | Grammy za najboljšo metal izvedbo           | nominiran/a |
| 1992 | Attack of the Killer B's | nominiran/a                                 |             |
| 1995 | "Bring the Noise"        | nominiran/a                                 |             |
| 2013 | "I'm Alive"              | Grammy za najboljšo hard rock/metal izvedbo | nominiran/a |
| 2014 | "T.N.T."                 | Grammy za najboljšo metal izvedbo           | nominiran/a |
| 2015 | "Neon Knights"           | Grammy za najboljšo metal izvedbo           | nominiran/a |

Kerrang! Awards

| Leto | Nominiranec / delo | Nagrada              | Rezultat  |
| ---- | ------------------ | -------------------- | --------- |
| 2004 | Anthrax            | Spirit of Rock Award | Osvojil/a |

Loudwire Music Awards

| Leto | Nominiranec / delo | Nagrada        | Rezultat    |
| ---- | ------------------ | -------------- | ----------- |
| 2017 | Anthrax            | Best Live Band | nominiran/a |
| 2017 | Charlie Benante    | Best Drummer   | nominiran/a |
| 2017 | Frank Bello        | Best Bassist   | nominiran/a |

Metal Hammer Golden Gods Awards

| Leto | Nominiranec / delo | Nagrada           | Rezultat  |
| ---- | ------------------ | ----------------- | --------- |
| 2005 | Anthrax            | Best Metal Band   | Osvojil/a |
| 2012 | Anthrax            | Metal As Fuck     | Osvojil/a |
| 2016 | Anthrax            | Inspiration Award | Osvojil/a |

Metal Storm Awards

| Leto | Nominiranec / delo | Nagrada                        | Rezultat  |
| ---- | ------------------ | ------------------------------ | --------- |
| 2016 | For All Kings      | Best Heavy/Melodic Metal Album | Osvojil/a |

Revolver Music Awards (formerly known as Revolver Golden Gods Awards)

| Leto | Nominiranec / delo | Nagrada                  | Rezultat  |
| ---- | ------------------ | ------------------------ | --------- |
| 2016 | Anthrax            | Revolver Innovator Award | Osvojil/a |